# リモンチェッロ

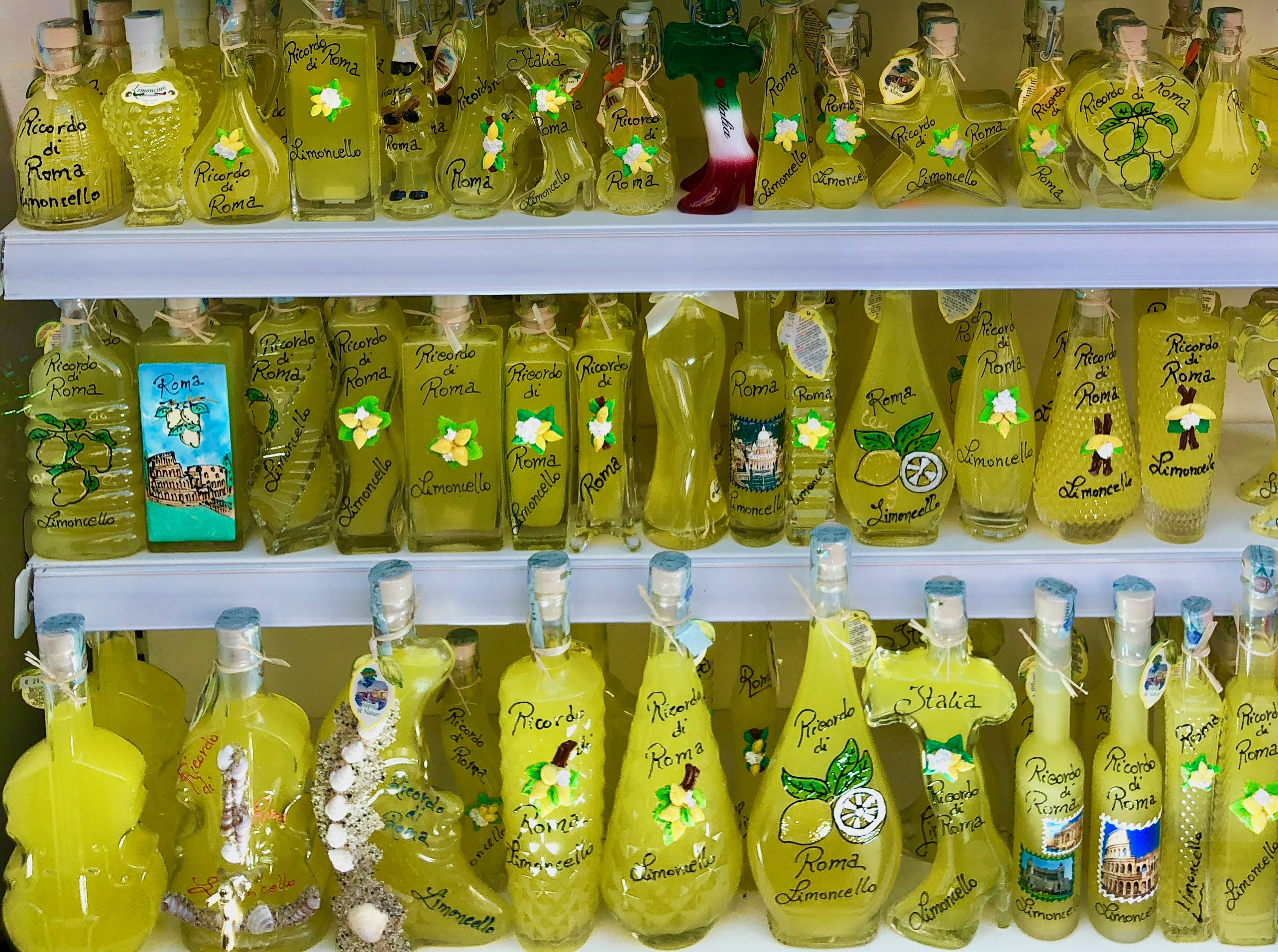
土産用のリモンチェッロ

リモンチェッロ（Limoncello）とは、イタリア（主に南イタリア）を起源とするレモンを用いたリキュール。伝統的なレモン・リキュールとして1つのジャンルを築いており、家庭などで作られる以外にも、複数の酒造メーカーが製造している。なお、イタリア北部ではリモンチーノ（Limoncino）などとも呼ばれる。

## 概要
カンパーニア州のナポリ湾周辺（島嶼部含む）のカプリ島、ソレント半島、アマルフィ海岸の一帯が産地として有名。糖度の高い果実酒。レモンの果皮をアルコール度数の高い蒸留酒に一定期間浸漬した後取り出し、砂糖水を加えて1週間〜1か月ほど置く製法が一般的である。
元々はソレントを中心とした地域で、各家庭ごとに庭で生ったレモンを使って作られ愛飲されてきた食後酒だったが、当地をバカンスで訪れる観光客によってイタリア全土からヨーロッパに広められ、現在では世界的に知られるイタリアの名産品のひとつとなった。最近では日本での入手も容易である。レモンの香りがし、甘味もあるので口当たりは良いが、アルコール度数は30％以上ある。冷蔵庫や冷凍庫（凍結はしない）などでよく冷やし、食後酒としてストレートで飲むのが一般的な飲み方。
現在でもレモンを生産する南イタリアの多くの地域で作られ、カンパーニア産以外では特にシチリア産が知られるが、品質的には芳醇な香りが特長のカンパーニア産のレモンを使ったものが最高とされる。
乳成分の入った、クレーマ・ディ・リモンチェッロ (Crema di Limoncello) もある。こちらは一般的なリモンチェッロに比べ、アルコール度数が若干低い。

## リモンチェッロの材料
- レモンの果皮

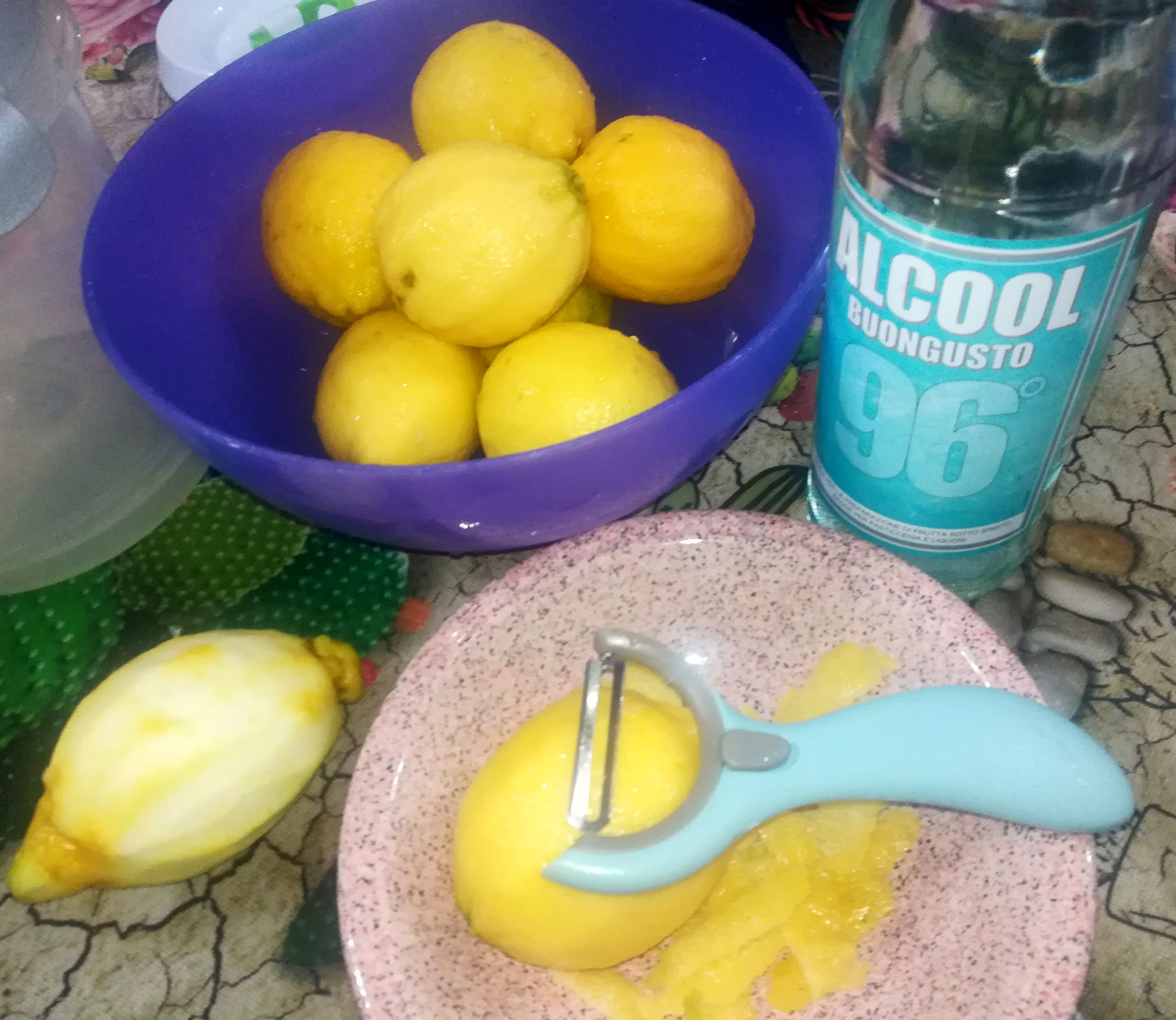
リモンチェッロの材料

- ウォッカなどのホワイトスピリッツ（無色透明な蒸留酒）
- 水
- グラニュー糖などの砂糖類（シュガーシロップも可）

なお、この時使用するレモンは、無農薬栽培で、かつ、ポストハーベスト農薬（防カビ剤など）が使われていないものを使用することが望ましい。また、この時使用する蒸留酒は、無色透明で、なるべくアルコール度数が高く、エタノールと水だけの混合物に近いことが好ましいとされる。場合によっては、アルコール度数95度以上のホワイトスピリッツを使うべきだとされることもある。したがって、工場などリモンチェッロを製造する場合はしばしば中性スピリッツが、家庭でのリモンチェッロの作成にはしばしばスピリタスが用いられる。